# Polák dlouhozobý
Polák dlouhozobý (Aythya valisineria) je druh poláka, který je největší vyskytující se v Severní Americe.

## Taxonomie
Skotsko-americký přírodovědec Alexander Wilson popsal poláka dlouhozobého v roce 1814. Název rodu je odvozen z řeckého jména aithuia, neidentifikovaného mořského ptáka zmiňovaného autory, včetně Hesychia a Aristotela. Druhový název valisineria pochází z divokého celeru Vallisneria americana, jehož zimní pupeny a oddenky jsou preferovanou potravou tohoto druhu během období mimo rozmnožování. Samotný rod celeru je pojmenován po italském botanikovi ze sedmnáctého století Antoniu Vallisnerim.

## Popis
Dosahuje délky 48–56 cm a váží 862–1 588 g s rozpětím křídel 79–89 cm. Je to největší druh rodu polák a zároveň největší polák v Severní Americe. Poláci dlouhozobí jsou velikostí podobní kachně divoké, ale mají těžší a kompaktnější postavu. Poláci dlouhozobí mají charakteristický elegantní krk. Dospělý samec (kačer) má černý zobák, kaštanově červenou hlavu a krk, černá prsa, šedavá záda, černý zadek a černohnědý ocas. Boky a břicho kačera jsou bílé. Zobák je načernalý a nohy a chodidla jsou modrošedé. Duhovka je na jaře jasně červená, ale v zimě matnější. Dospělá samice má také černý zobák, světle hnědou hlavu a krk, které přecházejí do tmavší hnědé barvy hrudníku a přední části zad. Boky a záda jsou šedavě hnědé. Zobák je načernalý a nohy a chodidla jsou modrošedé. Od ostatních kachen se odlišuje svým šikmým profilem. 

## Hnízdění
Hnízdištěm jsou severoamerické prérijní výmoly. Objemné hnízdo si staví z vegetace v bažině a vystýlá peřím. Ztráta hnízdního prostředí způsobila pokles populací. Polák dlouhozobý si obvykle každý rok vybírá nového partnera a páří se koncem zimy v oceánských zátokách.  Preferuje hnízdění nad vodou na trvalých prérijních bažinách obklopených vzrostlou vegetací, jako jsou orobince a sítiny, které jim poskytují ochranný úkryt. Dalšími důležitými oblastmi hnízdění jsou subarktické říční delty v Saskatchewanu a vnitrozemí Aljašky. 
Snůška má přibližně 5–11 vajec, která jsou nazelenalá. Mláďata jsou po vylíhnutí pokrytá peřím a brzy poté jsou schopna hnízdo opustit.

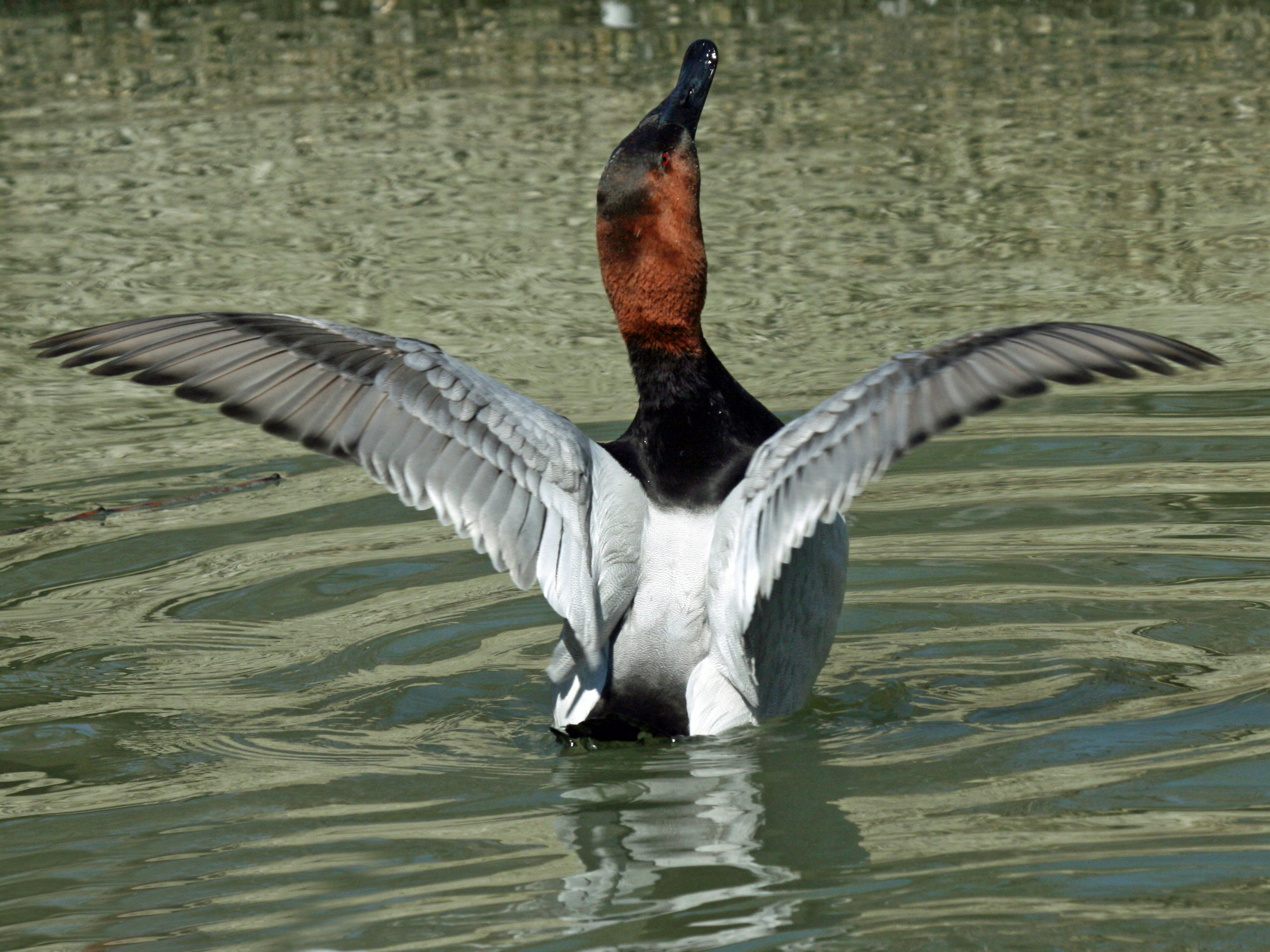
Polák dlouhozobý natahující křídla

## Potrava

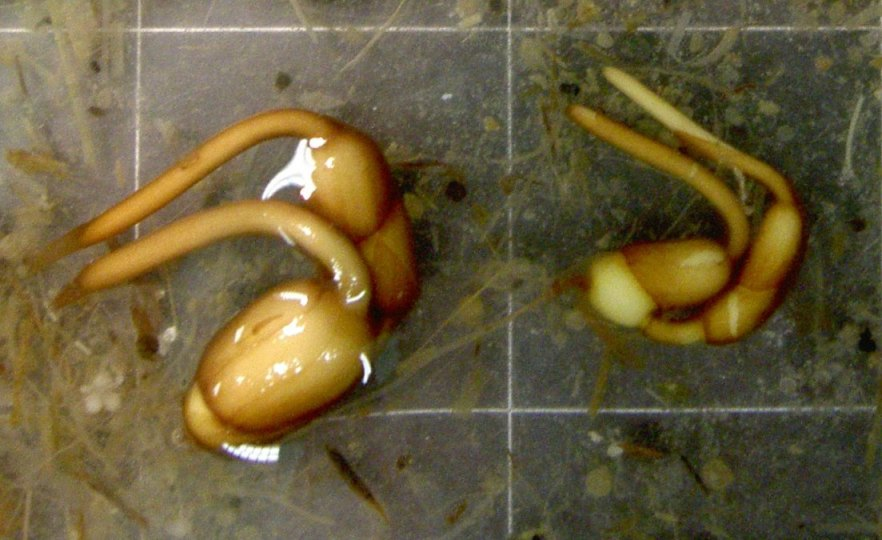
Hlízy rdestíku hřebenitého

Tento polák se živí převážně potápěním, většinou semeny, pupeny, listy, hlízami, kořeny, hlemýždi a larvami hmyzu. Dává přednost hlízám rdestíku hřebenitého, které mohou někdy tvořit 100 % jeho stravy. Polák dlouhozobý má velké plovací blány uzpůsobené k potápění a jeho zobák mu pomáhá vykopávat hlízy z půdy. Na konci 30. let 20. století se zjistilo, že čtyři pětiny potravy, kterou poláci konzumují, tvoří rostlinný materiál. 

## Pokrm
Poláci dlouhozobí byli v Americe v polovině 19. století obzvláště prestižním pokrmem ze zvěřiny. Na běžném menu se objevovaly jen zřídka, ale často se objevovaly na banketech. Obvykle pocházely z Marylandu a zátoky Chesapeake a jejich chuť se připisovala stravě z divokého celeru. Do konce století se však staly „vzácnými, drahými nebo nesehnatelnými“.
Edith Whartonová označuje poláka dlouhozobého s omáčkou z černého rybízu za obzvláště luxusní večeři podávanou v New Yorku v 70. letech 19. století. Polák dlouhozobý byl spolu s želvou diamantovou kanonickým prvkem elegantního menu „Maryland Feast“, „elitního standardu... který trval po celá desetiletí“.

## Ochrana
Populace značně kolísaly. Nízké stavy v 80. letech 20. století zařadily poláka dlouhozobého na seznamy zranitelných druhů, ale v 90. letech 20. století se jeho počet výrazně zvýšil. Polák dlouhozobý je obzvláště zranitelný vůči suchu a odvodňování mokřadů na prériích Severní Ameriky. 
Mnoho druhů poláků, včetně poláka dlouhozobého, často migrují, ale účinně se chrání ochranou míst, kde hnízdí, i když mohou být loveni i mimo jejich hnízdiště. Ochrana klíčových míst pro krmení a hnízdění je klíčová pro ochranu mnoha druhů stěhovavých ptáků.